# Ulrich Makosch
Ulrich Makosch (* 17. März 1933 in Wittenberge; † 16. Mai 2008 in Berlin) war ein deutscher Journalist. Er war stellvertretender Chefredakteur der Aktuellen Kamera und Mitglied der SED-Bezirksleitung Berlin.

## Leben
Ulrich Makosch wurde als Sohn einer Arbeiterfamilie geboren. Nach dem Abitur studierte er von 1952 bis 1955 Journalistik an der Universität Leipzig und schloss mit dem Diplom ab.
Von 1955 bis 1956 arbeitete er als Redakteur am Landes - Sender Schwerin, von 1956 bis 1964 war er Redakteur und Auslandskorrespondent des Staatlichen Komitees für Rundfunk der DDR. 1952 wurde er Mitglied des Verbandes der Journalisten der DDR, im Jahre 1963 trat er der SED bei.
Von 1965 bis 1971 war Makosch Korrespondent des Rundfunks und des Fernsehens der DDR in Asien, hauptsächlich in Jakarta und in Singapur. In dieser Zeit schrieb er Reiseberichte über asiatische Länder, u. a. über den Putsch in Indonesien und später vom Vietnam-Krieg. Von 1972 bis 1975 war er stellvertretender Chefredakteur für Reportagen und Dokumentation beim DFF, danach war er bis 1990 stellvertretender Chefredakteur der Aktuellen Kamera.
Ulrich Makosch moderierte auch einige Ausgaben der politisch-agitatorischen Sendung Der schwarze Kanal.
Seit den 1950er Jahren war er Geheimer Informator bzw. inoffizieller Mitarbeiter Beobachtung der DDR-Staatssicherheit mit dem Decknamen „Primus“.
Von 1978 bis 1989 war Makosch Mitglied der SED-Bezirksleitung Berlin und von 1978 bis 1990 Präsident der Freundschaftsgesellschaft DDR - Volksrepublik Mosambik. 1990 ging er in den Vorruhestand. Von 1990 bis 1991 arbeitete er für die amerikanische Fernsehgesellschaft CNN.
Makosch lebte zuletzt in Schöneiche bei Berlin. Mit seiner Frau Waltraut hatte er drei Kinder.

## Schriften
- Das Gebet in der Zitadelle, Reisen auf den Philippinen, 1. Auflage, VEB F. A. Brockhaus Verlag Leipzig, 1978. DNB bibliografischer Nachweis unter http://d-nb.info/780286936